# Lim You-hwan
Lim You-Hwan (2 december 1983) is een Zuid-Koreaans voetballer.

## Carrière
Lim You-Hwan speelde tussen 2003 en 2007 voor Kyoto Purple Sanga, Jeonbuk Hyundai Motors en Ulsan Hyundai. Hij tekende in 2007 bij Jeonbuk Hyundai Motors.

## Zuid-Koreaans voetbalelftal
Lim You-Hwan debuteerde in 2008 in het Zuid-Koreaans nationaal elftal en speelde 1 interland.